# Miobunus parvus
Miobunus parvus is een hooiwagen uit de familie Triaenonychidae.